# 黒部市立中央小学校
黒部市立中央小学校（くろべしりつ ちゅうおうしょうがっこう）は富山県黒部市植木にある公立小学校。

## 概要
旧黒部市の中央部に位置する学校として名実共に黒部市の中心となって活躍する人材の育成を願って「中央小学校」名付けられた。黒部市内の小学校で最も児童数が多い。校章は旧黒部市章の上の部分に「中央」の文字を配置したもので、1976年に制定された。

## 沿革
同校は1873年8月10日に金屋新村の浄永寺にて創立した『金屋小学校』が前身で、その後『広胖小学校』『大布施簡易小学校』『大布施尋常小学校』『大布施国民学校』『大布施小学校』等と改称を繰り返してきた。中央小の開校によって大布施小学校は1975年3月31日に廃校となっている。大布施小学校跡には現在、黒部市福祉センター（1977年竣工）、中央児童館、大布施小学校の記念碑が存在する。
- 1975年（昭和50年） - 開校[5]。
- 1976年（昭和51年）4月[6] - 校舎完成[5]。
- 1977年（昭和52年） - 校歌制定[2]
- 1981年（昭和56年） - 校舎増築[7]。
- 1983年（昭和58年）春 - 帰国子女教育研究協力校として文部省（現・文部科学省）の指定を受ける[8]。1992年（平成4年）時点では日本海側で唯一の指定であった[9]。
- 2010年（平成22年）秋 - 2、3階にランチルームを備えた体育館が完成[2]。
- 2024年（令和6年）6月8日 - 校内野球チーム『黒部中央バッファローズ』が高円宮賜杯全日本学童軟式野球大会の富山県大会で初優勝を果たし、本大会への出場を果たした[10]。

## 通学区域
大布施(沓掛の一部を除く全域)、三日市(栄町)、石田(堀切の一部)、荻生(西小路の一部)

## 進学先
- 黒部市立明峰中学校
- 黒部市立清明中学校

## アクセス
- 市内路線バス南北循環線（系統①～系統③）で、「大阪屋ショップ・中央小学校」バス停下車。
  - あいの風とやま鉄道黒部駅から、上述の南北循環線バスで、「大阪屋ショップ・中央小学校」バス停まで10分。
  - 富山地方鉄道本線電鉄黒部駅から、上述の南北循環線バスで、「大阪屋ショップ・中央小学校」バス停まで2分。ただし、電鉄黒部駅に停車するのは、始発からの5本のみ。